# 星空の孤独
「星空の孤独」（ほしぞらのこどく）は、1968年10月25日に発売された和田アキ子のデビューシングル。
　

## 解説
- 1968年10月に発足した日本ビクター（音楽レコード事業部、現：ビクターエンタテインメント）のRCAレコード事業部[2]の邦楽第1弾シングル。
- キャッチコピーは「和製リズム・アンド・ブルースの女王」。しかし、本作はヒットには至らなかった。
- 和田がデビュー25周年を迎えた1993年のNHK『第44回NHK紅白歌合戦』で表題曲が歌唱された。紅白での歌唱は初めてだった。この時のコーラスは中島啓江と森公美子が務めた。
- ロビー和田の作詞による英語ヴァージョンも同時に録音されており、この全篇英語詞による『星空の孤独《THE STARS IN THE SKY》』は2008年11月26日発売のベスト盤「Wada Akiko Dynamite Best 1968-2008」に収録され、40年経ってようやく公表された。

## 収録曲
（全作詞：阿久悠／編曲：村井邦彦）
1. 星空の孤独 [3:25]
作曲：ロビー和田
2. バイ・バイ・アダム [3:11]
作曲：村井邦彦